# Lystrosaurus
Lystrosaurus  var ett släkte av sen perm- och tidig trias-period dicynodonter therapsider, som levde för cirka 250 miljoner år sedan i vad som nu är Antarktis, Indien och Sydafrika. Lystrosaurus var ett tungt byggt, växtätande djur, ungefär i samma storlek som en gris. Strukturen på axlar och höftleder tyder på att Lystrosaurus förflyttade sig med en semi-spretigt gång. 